# Oizé
Oizé est une commune française, située dans le département de la Sarthe en région Pays de la Loire, peuplée de 1 325 habitants (les Oizéens).
La commune fait partie de la province historique du Maine, et se situe dans le Haut-Maine (Maine blanc).

## Géographie

### Localisation
Oizé est une commune de la vallée du Loir située à 25 km au sud du Mans et 20 km au nord-est de La Flèche.

### Communes limitrophes
| Cérans-Foulletourte                              |          | Yvré-le-Pôlin |
|                                                  | Oizé     |               |
| La Fontaine-Saint-Martin, Saint-Jean-de-la-Motte | Mansigné | Requeil       |

### Hydrographie
La commune est traversée par les ruisseaux, du Fessard et du Casseau.

### Climat
Pour des articles plus généraux, voir Climat des Pays de la Loire et Climat de la Sarthe.
En 2010, le climat de la commune est de type climat océanique dégradé des plaines du Centre et du Nord, selon une étude du CNRS s'appuyant sur une série de données couvrant la période 1971-2000. En 2020, Météo-France publie une typologie des climats de la France métropolitaine dans laquelle la commune est exposée à un climat océanique et est dans la région climatique Moyenne vallée de la Loire, caractérisée par une bonne insolation (1 850 h/an) et un été peu pluvieux.
Pour la période 1971-2000, la température annuelle moyenne est de 11,2 °C, avec une amplitude thermique annuelle de 14,5 °C. Le cumul annuel moyen de précipitations est de 713 mm, avec 11,6 jours de précipitations en janvier et 6,7 jours en juillet. Pour la période 1991-2020, la température moyenne annuelle observée sur la station météorologique de Météo-France la plus proche, sur la commune de Luché-Pringé à 12 km à vol d'oiseau, est de 12,4 °C et le cumul annuel moyen de précipitations est de 658,2 mm,. Pour l'avenir, les paramètres climatiques de la commune estimés pour 2050 selon différents scénarios d'émission de gaz à effet de serre sont consultables sur un site dédié publié par Météo-France en novembre 2022.

## Urbanisme

### Typologie
Au 1er janvier 2024, Oizé est catégorisée bourg rural, selon la nouvelle grille communale de densité à sept niveaux définie par l'Insee en 2022.
Elle est située hors unité urbaine. Par ailleurs la commune fait partie de l'aire d'attraction du Mans, dont elle est une commune de la couronne,. Cette aire, qui regroupe 144 communes, est catégorisée dans les aires de 200 000 à moins de 700 000 habitants,.

### Occupation des sols
L'occupation des sols de la commune, telle qu'elle ressort de la base de données européenne d’occupation biophysique des sols Corine Land Cover (CLC), est marquée par l'importance des territoires agricoles (60,8 % en 2018), en diminution par rapport à 1990 (67,7 %). La répartition détaillée en 2018 est la suivante : 
forêts (32,8 %), prairies (32,3 %), terres arables (26 %), zones urbanisées (5,5 %), zones agricoles hétérogènes (2,4 %), milieux à végétation arbustive et/ou herbacée (0,9 %). L'évolution de l’occupation des sols de la commune et de ses infrastructures peut être observée sur les différentes représentations cartographiques du territoire : la carte de Cassini (XVIIIe siècle), la carte d'état-major (1820-1866) et les cartes ou photos aériennes de l'IGN pour la période actuelle (1950 à aujourd'hui).

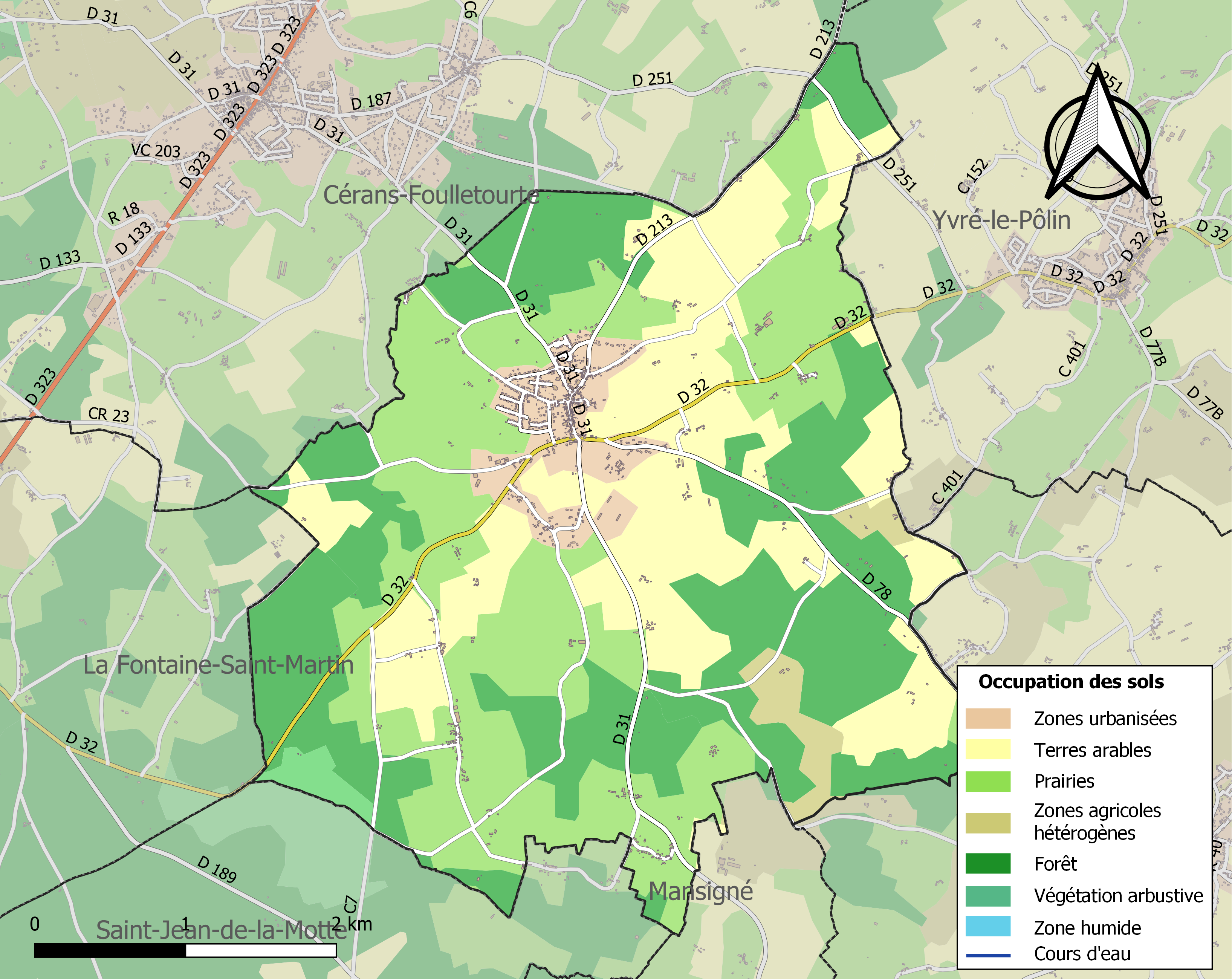
Carte des infrastructures et de l'occupation des sols de la commune en 2018 (CLC).

## Toponymie
Oizé, Oisé, Oysé, Oasé, Ouazé, Oiseium, Oysseium, Isiacum, Osiacum, Auciacum, Auxiacum, Avisiacus, Aviciacus, Aviciacum.
Il est possible que le nom d'Oizé vienne d'aviaria, orum, transformé en avisiacum et avisiacum, ceci pour nommer un bocage peuplé d'oiseaux. Le chef-lieu d'un ancien territoire nommé Condita Auciacensis ou Auxiacensis serait également à l'origine de l'étymologie de la paroisse d'Oizé. Il a aussi été évoqué que le nom d'Oizé venait d'Isiacum, la déesse Isis possédant un temple en ce lieu, sans qu'aucune trace n'y fut trouvée[réf. obsolète].

## Politique et administration

### Liste des maires
| Période                                  | Période  | Identité                                            | Étiquette | Qualité                      |
| ---------------------------------------- | -------- | --------------------------------------------------- | --------- | ---------------------------- |
| Les données manquantes sont à compléter. |          |                                                     |           |                              |
| An I                                     | An IV    | François Gaignard                                   |           |                              |
| An V                                     | An VII   | Jacques Pivron                                      |           |                              |
| An VII                                   | 1807     | Charles Bordier                                     |           |                              |
| 1808                                     | 1819     | Pierre Enous (29/01/1762 - )                        |           |                              |
| 1820                                     | 1830     | Louis Menager (vers 1770 - 29/05/1833)              |           |                              |
| 1831                                     | 1866     | Ambroise de la Porte père (19/08/1793 - 12/02/1866) |           |                              |
| 1867                                     | 1877     | Ambroise de la Porte fils (17/07/1833 - 20/12/1912) |           |                              |
| 1878                                     | 1895     | Etienne Refourd (01/12/1814 - 17/02/1896)           |           |                              |
| 1896                                     | 1900     | Constant Moreau (27/01/1863 - 14/06/1902)           |           |                              |
| 1901                                     | 1904     | Frédéric Leroy                                      |           |                              |
| 1904                                     | 1920     | Léopold Chapdelaine (01/05/1851 - 09/04/1925)       |           |                              |
| 1920                                     | 1929     | Frédéric Chouteau (07/07/1870 - 01/02/1951)         |           |                              |
| 1929                                     | 1933     | Frédéric Pineau (03/05/1874 - 30/01/1942)           |           |                              |
| 1933                                     | 1941     | Marcel Cottineau (02/09/1894 - 21/03/1980)          |           |                              |
| 1941                                     | 1948     | Auguste Boudvin (21/10/1872 - 13/05/1948)           |           |                              |
| 1948                                     | 1976     | Gustave Leroy (08/05/1906 - 11/05/1976)             |           |                              |
| 1976                                     | 1977     | Michel Gypteau (19/05/1930 - )                      |           |                              |
| 1977                                     | 1995     | Alain David (26/04/1939 - 22/06/2000)               |           |                              |
| 1995                                     | 2014     | Jean-Pierre Boustouler (01/12/1938 - 02/07/2023)    | PCF       | Salarié Renault              |
| 2014                                     | En cours | Jean-Claude Boiziau (10/10/1965 - )                 | DVG       | Sapeur-pompier professionnel |

### Jumelages
- La ville allemande de Visbek est jumelée avec le canton de Pontvallain.

## Population et société

### Démographie
L'évolution du nombre d'habitants est connue à travers les recensements de la population effectués dans la commune depuis 1793. Pour les communes de moins de 10 000 habitants, une enquête de recensement portant sur toute la population est réalisée tous les cinq ans, les populations de référence des années intermédiaires étant quant à elles estimées par interpolation ou extrapolation. Pour la commune, le premier recensement exhaustif entrant dans le cadre du nouveau dispositif a été réalisé en 2006.
En 2022, la commune comptait 1 325 habitants, en évolution de +0,38 % par rapport à 2016 (Sarthe : −0,25 %, France hors Mayotte : +2,11 %).
| 1793 | 1800 | 1806 | 1821 | 1831 | 1836 | 1841 | 1846 | 1851 |
| ---- | ---- | ---- | ---- | ---- | ---- | ---- | ---- | ---- |
| 742  | 818  | 881  | 823  | 888  | 892  | 891  | 838  | 854  |

| 1856 | 1861 | 1866 | 1872 | 1876 | 1881 | 1886 | 1891 | 1896 |
| ---- | ---- | ---- | ---- | ---- | ---- | ---- | ---- | ---- |
| 861  | 903  | 877  | 837  | 850  | 749  | 773  | 780  | 796  |

| 1901 | 1906 | 1911 | 1921 | 1926 | 1931 | 1936 | 1946 | 1954 |
| ---- | ---- | ---- | ---- | ---- | ---- | ---- | ---- | ---- |
| 795  | 770  | 764  | 704  | 688  | 718  | 646  | 678  | 679  |

| 1962 | 1968 | 1975 | 1982 | 1990 | 1999 | 2006 | 2011  | 2016  |
| ---- | ---- | ---- | ---- | ---- | ---- | ---- | ----- | ----- |
| 641  | 602  | 644  | 714  | 714  | 736  | 997  | 1 270 | 1 320 |

| 2021  | 2022  | - | - | - | - | - | - | - |
| ----- | ----- | - | - | - | - | - | - | - |
| 1 330 | 1 325 | - | - | - | - | - | - | - |

## Culture locale et patrimoine

### Lieux et monuments
- Église Saint-Hilaire, des XIIe, XIIIe, XVIIe et XXe siècles, classée au titre des monuments historiques en 1994[18]. Elle renferme un retable du XVIIIe siècle[19], ainsi qu'une peinture monumentale intitulée La Mort de saint Hilaire[20], tous deux classés monuments historiques au titre d'objets.
- Prieuré Sainte-Marie-Madeleine (ancien), aujourd'hui transformé en habitations, en partie inscrit au titre des monuments historiques en 1989[21].
- Lavoir.
- Château du Bouchet aux Corneilles (ruines), des XIe et XIIe siècles.
- Tourbière de la Fontaine du Bouchet[22].
- Moulin de Boisard, du XVIIe siècle.
- Château de Montaupin, des XIIIe et XVIIIe siècles.

Rue principal du village.
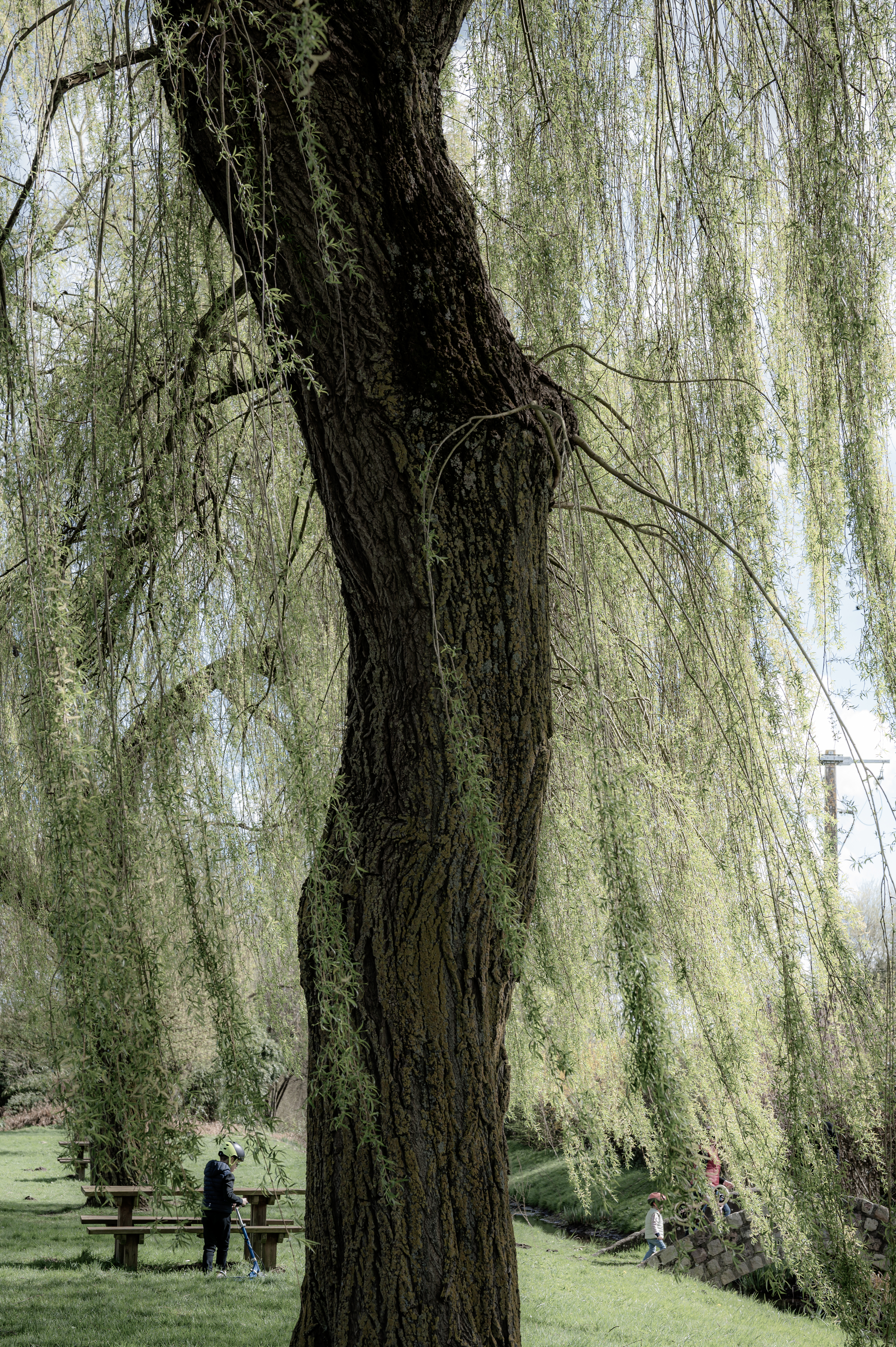
Près du cours d'eau le Fessard traversant le village.
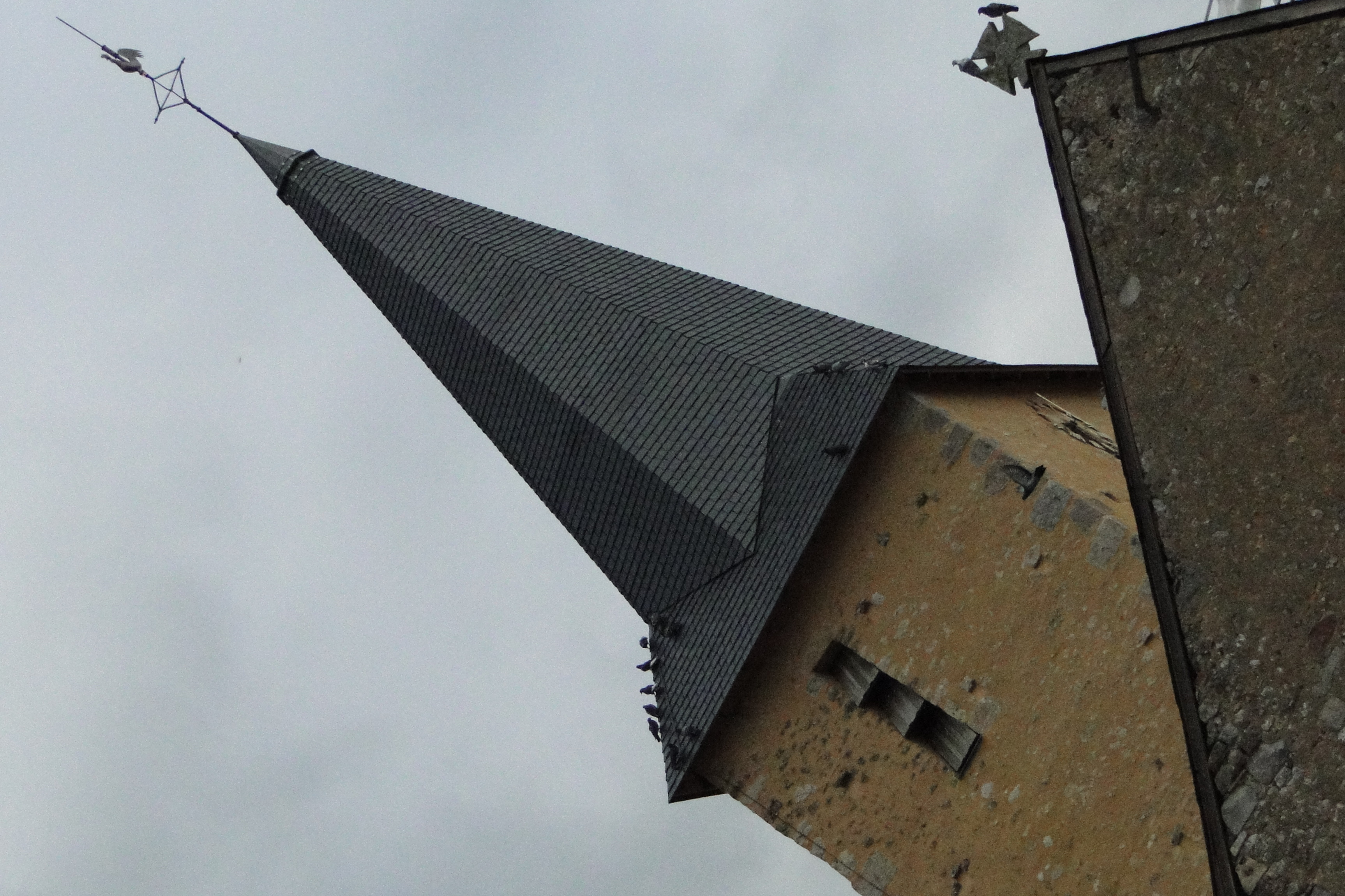
Le clocher de l’église Saint-Hilaire.
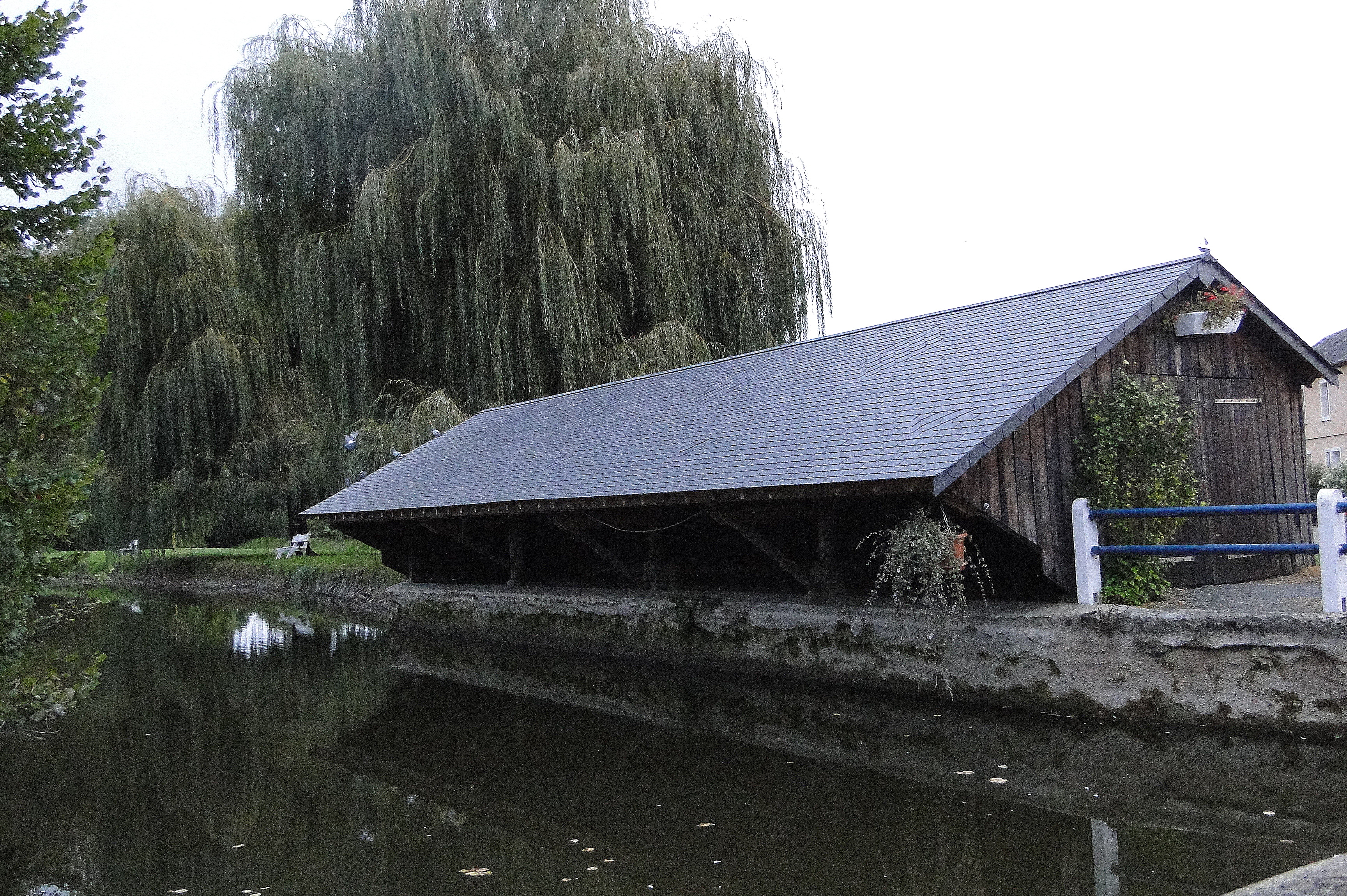
Le lavoir.
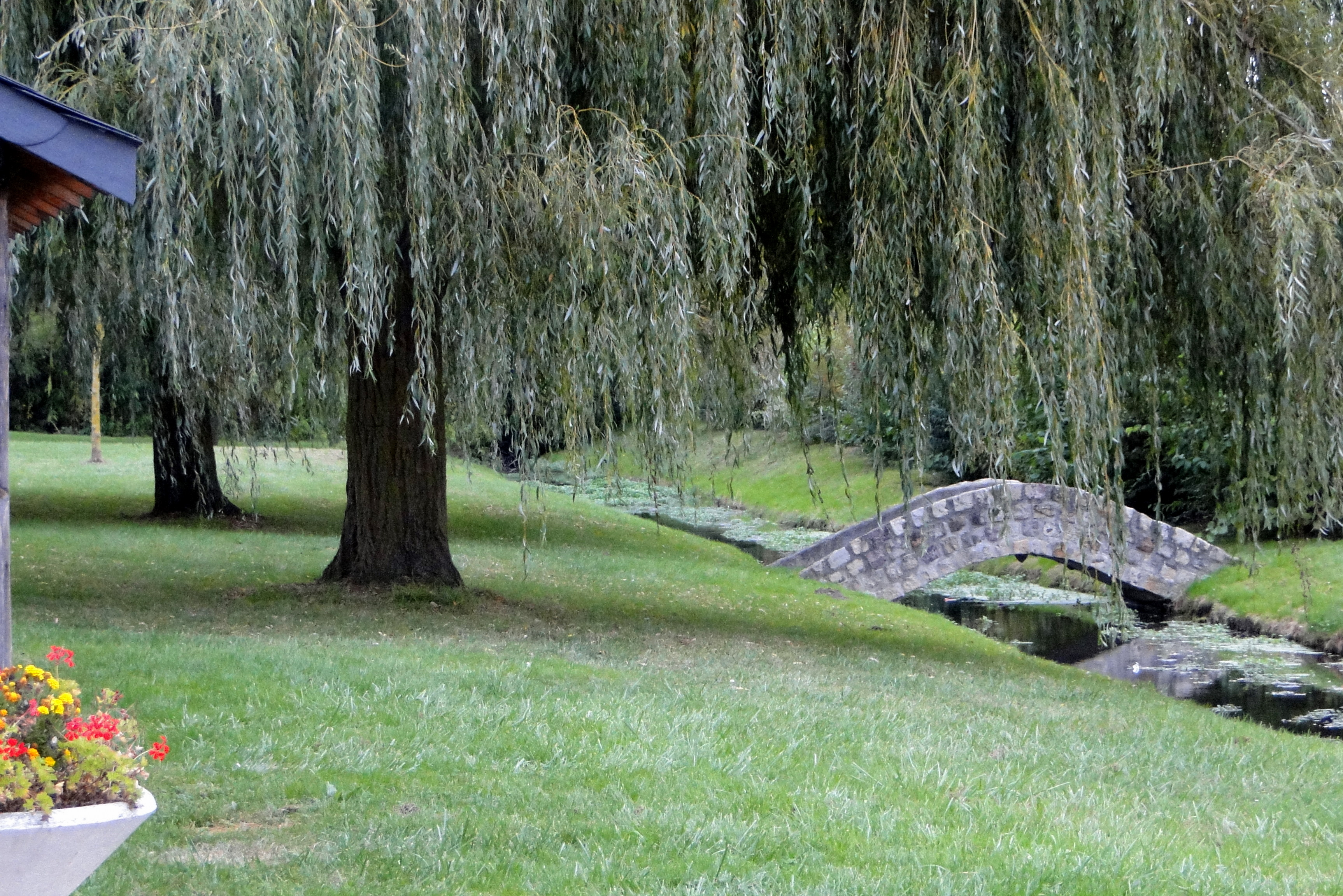
L'aire près du lavoir.
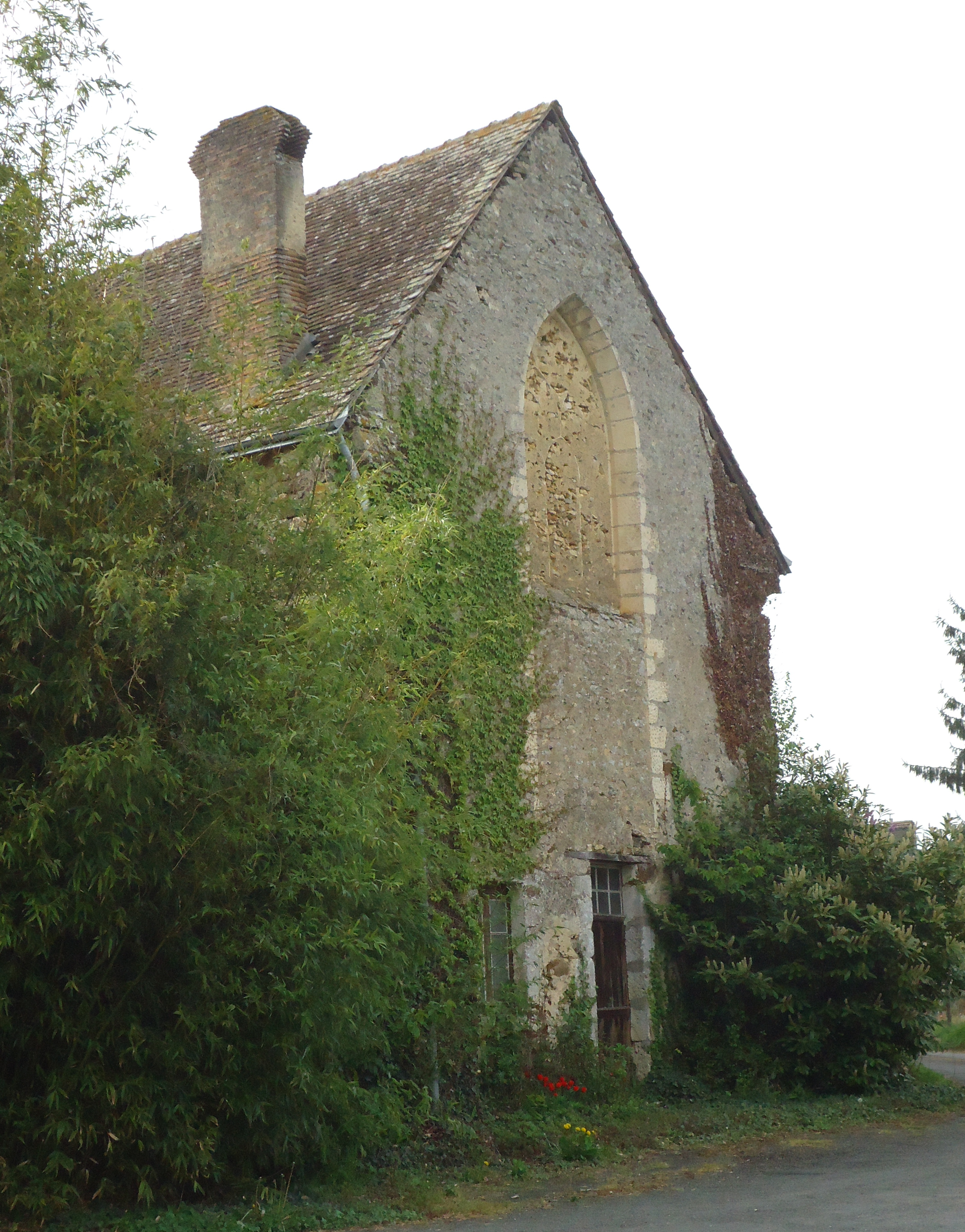
Le prieuré Sainte-Marie-Madeleine.
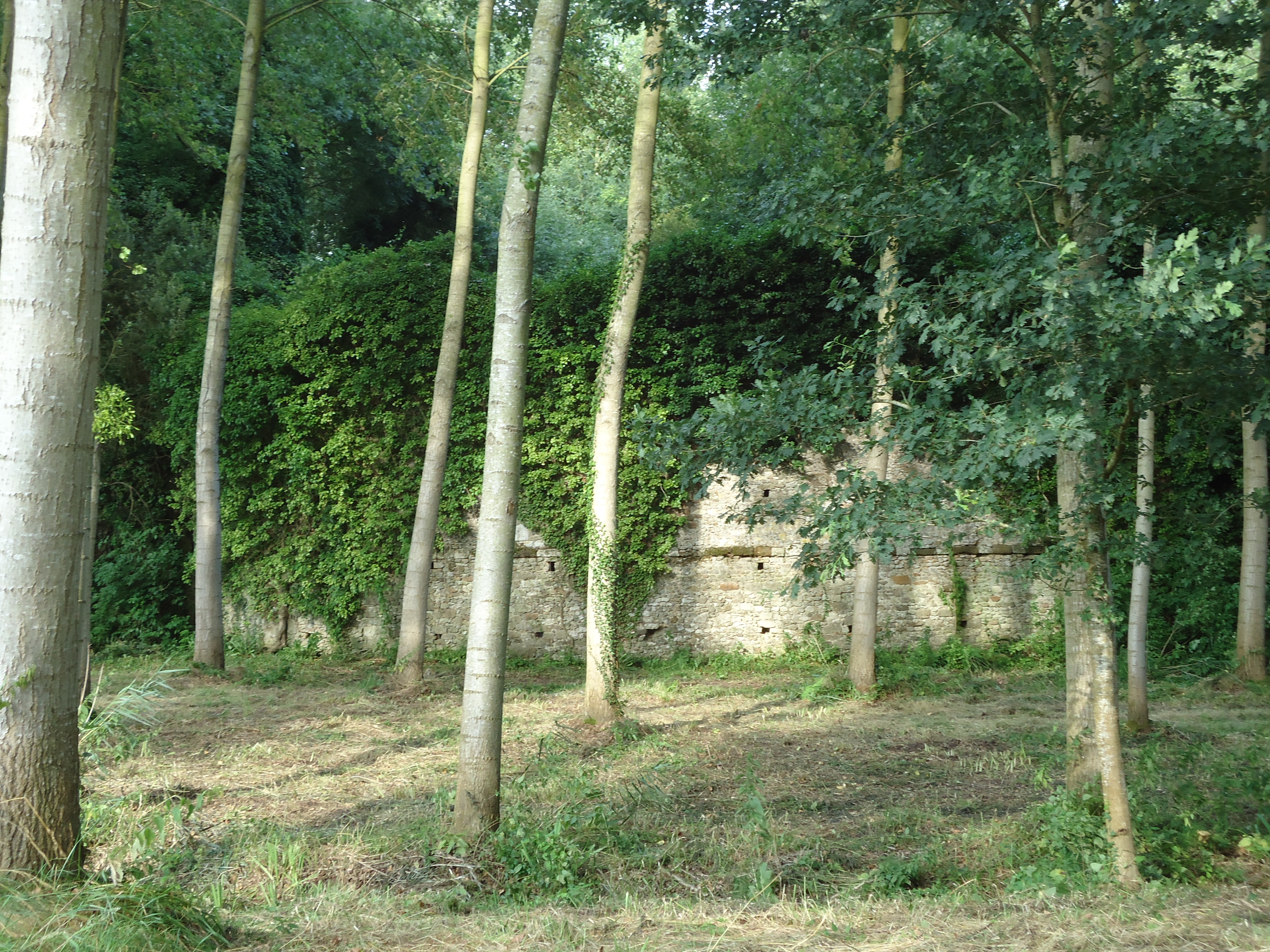
Château du Bouchet-aux-Corneilles (ruines).
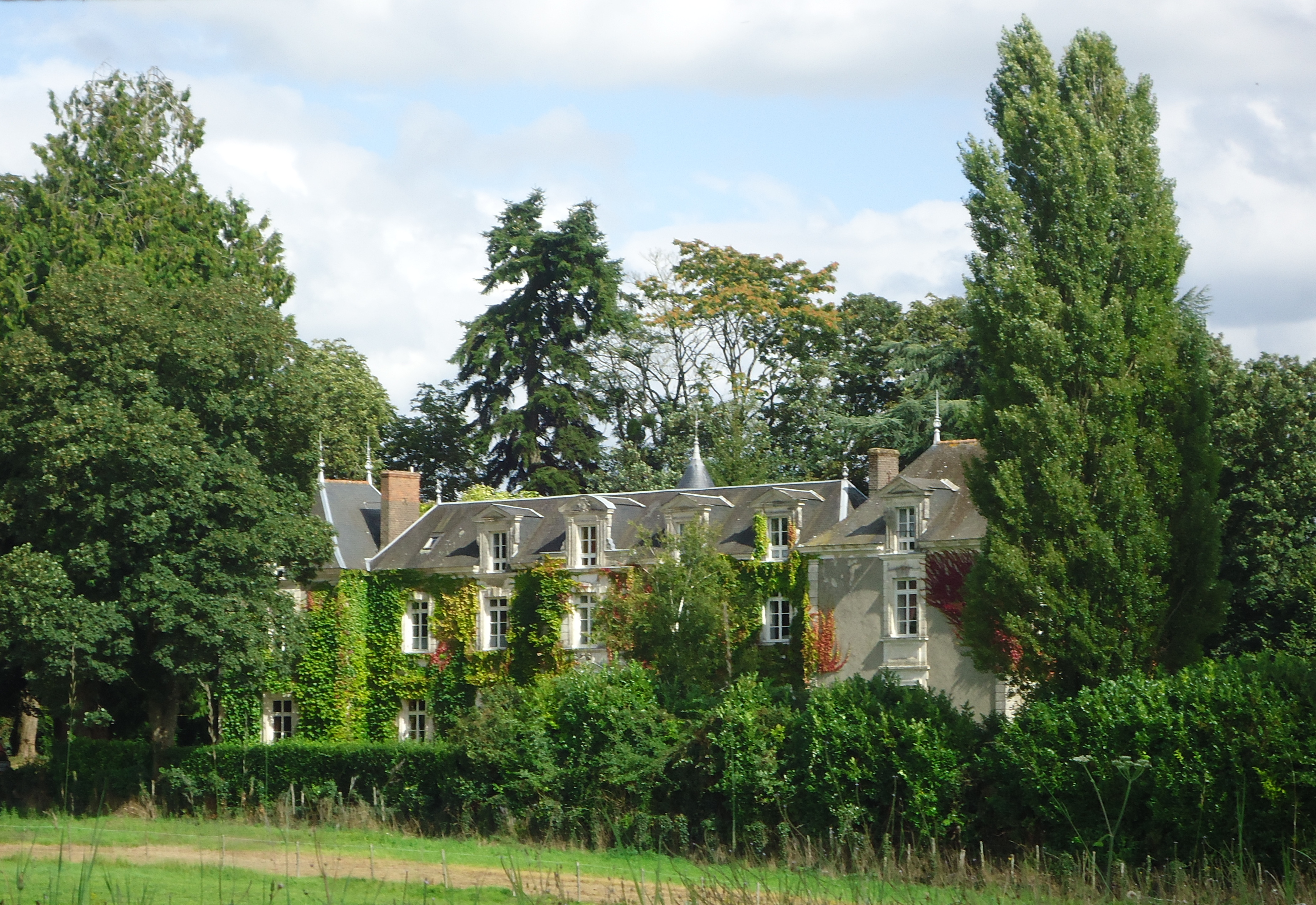
Le château de Montaupin.

### Personnalités liées à la commune
- Marin Mersenne (1588 à Oizé - 1648), prêtre, physicien, acousticien, mathématicien et philosophe.